# صومعة (هريس)
صومعة هي قرية في مقاطعة هريس، إيران. عدد سكان هذه القرية هو 208 في سنة 2006.